# Don DeFore
Donald John DeFore (25 de agosto de 1913 - 22 de diciembre de 1993) fue un actor radiofónico, cinematográfico y televisivo de nacionalidad estadounidense. 

## Carrera artística
Nacido en Cedar Rapids (Iowa), sus padres eran Joseph Ervin DeFore (1878 - 1942), un ingeniero de ferrocarril, y Albina Sylvia Nezerka (1883 - 1975).
Entre las actuaciones cinematográficas de DeFore se incluyen las que llevó a cabo en los siguientes títulos: The Male Animal (1942), The Human Comedy (sin créditos, 1943), Dos en el cielo (1943), Thirty Seconds over Tokyo (1944), The Affairs of Susan (1945), You Came Along (1945), It Happened on 5th Avenue (1947), Ramrod (1947), Romance on the High Seas  (1948), My Friend Irma (1949), Too Late for Tears (1949), Dark City (1950), Southside 1-1000 (1950), The Guy Who Came Back (1951), A Girl in Every Port (1952), Locos del aire (1952), Battle Hymn (1957), A Time to Love and a Time to Die (1958), y The Facts of Life (1960).
Sin embargo, DeFore es más conocido por su trabajo televisivo. A partir de 1952, DeFore tuvo el papel recurrente de "Thorny" en la serie de humor The Adventures of Ozzie and Harriet. El 6 de mayo de 1953 fue homenajeado en el show televisivo This Is Your Life, un programa que sorprendía a los protagonistas en un espectáculo retransmitido en directo y en el que colaboraban sus allegados. En el show colaboró Ozzie Nelson, que le hizo creer que estaba participando en un promocional de The Adventures of Ozzie and Harriet en Hollywood Boulevard. 
A partir de 1961, DeFore actuó en la serie televisiva Hazel con el papel de "Mr. B." (George Baxter), trabajando en el show junto a Shirley Booth). La serie se emitió desde 1961 a 1966. DeFore no apareció en la temporada 1965-66, cuando el programa pasó de la NBC a la CBS. Su papel fue interpretado por Ray Fulmer, actuando Lynn Borden como la esposa del personaje.
Una faceta menos conocida de DeFore fue la de actor radiofónico. En este medio actuó en programas como Old Gold Comedy Theater y Lux Radio Theater. 
Entre 1954 y 1955 fue Presidente de la National Academy of Television Arts and Sciences. Su trabajo fue fundamental para que la concesión de los Premios Emmy se retransmitiera por primera vez por TV a nivel nacional el 7 de marzo de 1955. Ese año fue nominado como mejor actor de reparto en una serie televisiva por su actuación en The Adventures of Ozzie and Harriet.

## Vida personal
Desde 1957 a 1962, con su hermano menor Verne DeFore (1918 - 2005), dirigió la Don DeFore's Silver Banjo Barbecue en la Frontierland of Disneyland en Anaheim (California). Fueron los únicos propietarios a los cuales Walt Disney y Disneyland permitió tener un negocio y restaurante independiente en el interior del parque temático.
En 1942 DeFore se casó con Marion Holmes (nacida el 21 de enero de 1918 en Chicago). Marion Holmes fue cantante de la Orquesta de Henry Busse desde 1935 a 1939 y, desde 1939 a 1942, cantó con Art Kassel y sus "Castles in the Air". Judy Garland fue la dama de honor en la boda de DeFore el 14 de febrero de 1942. DeFore y su esposa residieron en el barrio de Mandeville Canyon, perteneciente al distrito de Brentwood, en Los Ángeles. DeFore fue el primer "Alcalde Honorario" de Brentwood. El matrimonio tuvo cinco hijos: Penny (nacido en 1943), David (1945), Dawn (1948), Ron (1950) y Amy (1959).
Don DeFore falleció en 1993 en Los Ángeles, California,
a causa de un infarto agudo de miocardio. Tenía 80 años de edad. Fue enterrado en el Cementerio Westwood Village Memorial Park de Los Ángeles. Su viuda falleció el 17 de noviembre de 2011, a los 93 años de edad.